# إيفان نوبل
إيفان نوبل (بالإنجليزية: Ivan Noble)‏ هو صحفي ومؤلف وكاتب بريطاني، ولد في 1 يونيو 1967 في ليدز في المملكة المتحدة، وتوفي في 31 يناير 2005 في لندن في المملكة المتحدة.